# Strangers (canção de Bring Me the Horizon)
"Strangers" (estilizado como "sTraNgeRs") é uma canção da banda de rock britânica Bring Me the Horizon. Produzida por Zakk Cervini, BloodPop e Evil Twin, foi lançada em 6 de julho de 2022 como o segundo single do próximo lançamento do grupo, Post Human: Nex Gen.

## Promoção e lançamento
Em 27 de maio de 2022, a banda revelou uma versão editada de "Strangers" pela primeira vez durante um set de DJ no Malta Weekender Festival. O grupo iria originalmente lançar o single antes do festival, mas isso não aconteceu porque não conseguiram gravar um videoclipe a tempo. Em 22 de junho, eles anunciaram a data oficial de lançamento de "Strangers": 6 de julho de 2022. No dia do lançamento, "Strangers" estreou na BBC Radio 1 durante o segmento "Future Sounds" de Clara Amfo como o "Hottest Record", antes do videoclipe ser lançado uma hora depois.

## Composição e letras
"Strangers" foi descrito pelos críticos como pop-punk, rock alternativo, pop rock, hard rock, e uma música emo. A música foi escrita pelo vocalista da banda Oliver Sykes, o tecladista Jordan Fish, o guitarrista Lee Malia, Caroline Ailin e BloodPop, enquanto foi produzida por Zakk Cervini, BloodPop e Evil Twin. A música aborda os diferentes tipos de trauma em seu conteúdo lírico e como Sykes queria usar isso para aproximar pessoas com problemas de saúde mental. Sykes explicou sobre como a música surgiu e seu processo de pensamento:

"A música surgiu de uma longa viagem em LA para compor, e assim que a letra 'somos apenas uma sala cheia de estranhos' veio, ela assumiu um duplo significado mais profundo - como seria a sensação estar tocando ao vivo, é isso que é.. todos os estranhos se conectando nesse nível louco.. e foi como uma reabilitação. Ao sair do confinamento e da pandemia, todos estão se recuperando de alguma coisa e estou tão ciente de que muitas pessoas lutam diariamente com traumas diferentes, e só queria enfatizar que não estão sozinhas nisso... e somos uma comunidade aqui para ajudar uns aos outros."
Em entrevista ao Maniacs, Fish expressou seus sentimentos sobre o que "Strangers" significava para ele e para a banda em termos da importância de sua progressão musical:

"Escrever Strangers não foi só como escrever outra música, foi como escrever a música mais importante da nossa carreira e foi assim na última e na anterior. Temos essa sensação o tempo todo. Não queremos lançar uma música de merda. Não queremos que alguém diga “ah, isso parece uma progressão chata”. Nós tentamos levar isso adiante, porque nos preocupamos com a banda e com o que estamos lançando."

## Videoclipe
O videoclipe oficial de "Strangers" estreou no YouTube uma hora após o lançamento do single em 6 de julho de 2022. O vídeo foi dirigido por Thomas James, marcando esta a primeira vez que Sykes não exerce a função de diretor do videoclipe desde "Mother Tongue".
A banda pediu aos fãs que compartilhassem anonimamente suas próprias lutas e histórias pessoais que a banda usou para inspirar a narrativa e os visuais perturbadores que transparecem no videoclipe. O videoclipe de "Strangers" apresenta imagens perturbadoras de pessoas sendo atacadas por vírus semelhantes a alienígenas em armazéns desolados, sofrendo de dor enquanto seus rostos são horrivelmente transformados em figuras contorcidas. A banda toca a música simultaneamente enquanto o vídeo alterna entre as várias cenas. Revolver comparou o vídeo a um filme de Saw misturado com Alien. O videoclipe também se inspirou nos vídeos clássicos de dark rock da década de 1990.

## Créditos
Créditos adaptados do Tidal.
Bring Me the Horizon
- Oliver Sykes – vocais, composição, letras
- Lee Malia – guitarras, composição, letras
- Jordan Fish – teclados, programação, percussão, vocais de apoio, engenharia, composição, letras
- Matt Kean – baixo
- Matt Nicholls – bateria

Produtores adicionais
- Zakk Cervini – produção, mixagem
- BloodPop – produção, composição, letras
- Evil Twin – produção
- Ted Jensen – masterização
- Caroline Ailin – composição, letra
- Nik Trekov – assistente de produção
- Coro Noir – coro

## Paradas
| Parada (2022)                                           | Posição de pico |
| ------------------------------------------------------- | --------------- |
| Australia Digital Tracks (ARIA)                         | 32              |
| República Checa (Rádio Top 100)                         | 53              |
| Germany Rock Airplay (Official German Charts)           | 5               |
| New Zealand Hot Singles (RMNZ)                          | 36              |
| Reino Unido (UK Singles Chart)                          | 60              |
| Reino Unido (OCC UK Rock and Metal)                     | 6               |
| Estados Unidos (Billboard Hot Rock & Alternative Songs) | 28              |
| Estados Unidos (Billboard Rock Airplay)                 | 29              |

| Parada (2022)                      | Posição |
| ---------------------------------- | ------- |
| US Hot Hard Rock Songs (Billboard) | 27      |
| US Mainstream Rock (Billboard)     | 46      |